# Bree Olson
Bree Olson (n. 7 d'octubre de 1986, de nom real Rachel Marie Oberlin) és una exactriu porno i model de glamur estatunidenca.

## Biografia
Abans de començar al cinema per a adults Bree va estudiar Biologia, carrera que no obstant això va interrompre per treballar com a teleoperadora i empleada d'una benzinera.
El novembre de 2006 debuta en la indústria del sexe amb la pel·lícula Young as They Cum 21. Tria el nom artístic de Bree Olsen per la sèrie Full House protagonitzada per les germanes Olsen. La seva passió davant les càmeres no triga a obrir-li la porta dels grans estudis. Així, el 2007 és fitxada per Adam & Eve.
El març de 2008 fou triada Penthouse Pet del mes de març. Aquest mateix any apareix en la portada de la revista Hustler.
L'agost de 2010, després de tres anys de contracte, la companyia decideix no renovar-la.
Després de retirar-se del porno Bree va aparèixer en el reality xou, Keeping Up with the Kardashians, de la cadena de televisió I! interpretant el paper d'una mainadera, en el videoclip de Flo Rida titulat "Zoosk Girl", i en la pel·lícula "The Human Centipede 3" interpretant Daisy, la secretària del director de la penitenciaria.
El 2016, en un vídeo que va publicar el canal Real Women Real Stories va voler compartir les dificultats que trobava en la vida pel fet d'haver-se dedicat al cine porno, i recomanava les noies que hi volguessin entrar que no ho fessin.

## Premis

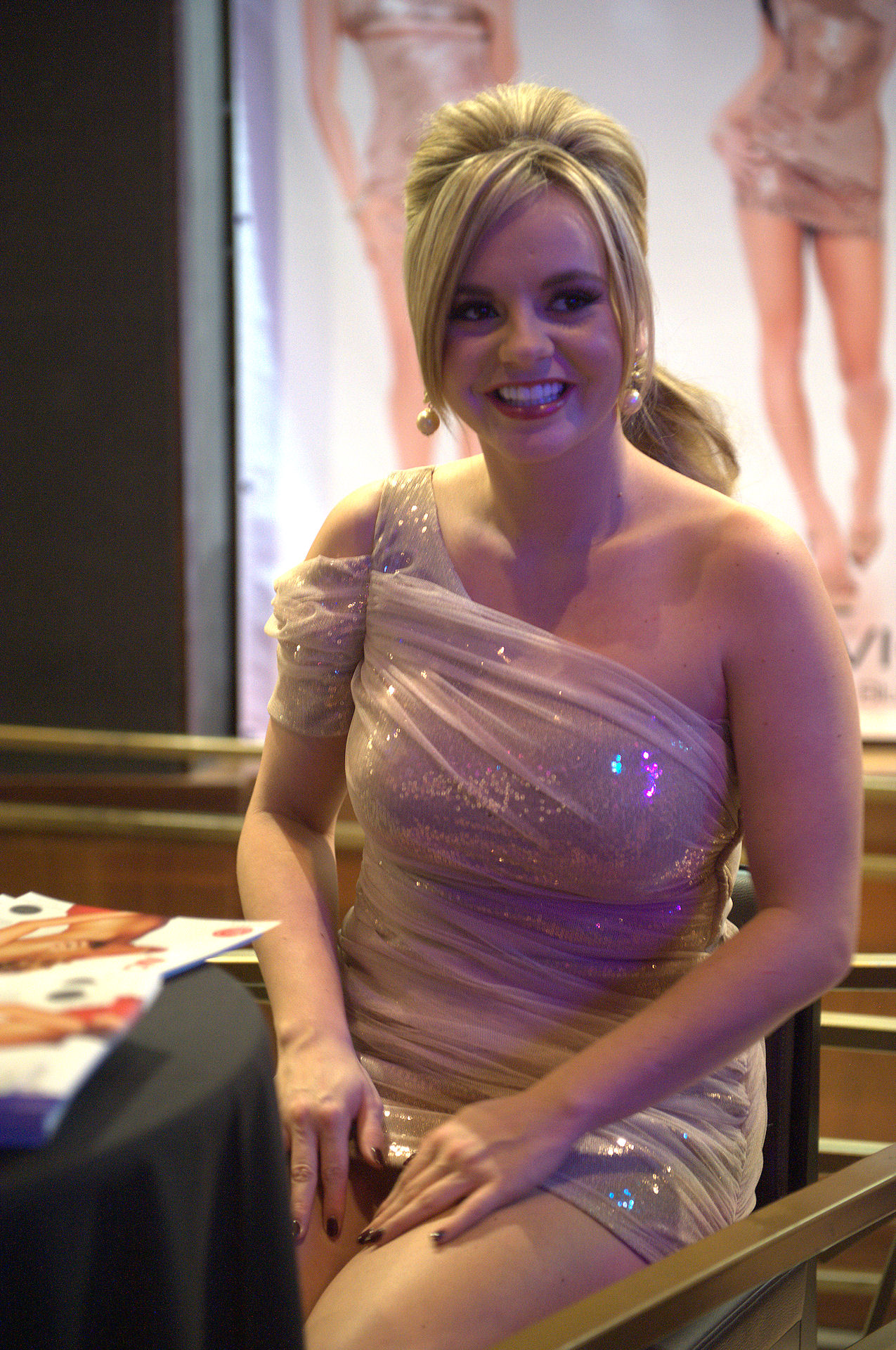
Olson a l'AVN Adult Entertainment Expo 2012

- 2007 Premis Night Moves Adult Entertainment – Millor Nou Estel, Elecció de l'Editor[4]
- 2007 Millors 20 actrius d'Adultcon[5]
- 2008 Premis AVN – Premi a l'actriu revelació[6]
- 2008 Premis AVN – Millor Escena de Sexe Anal (Video) – Big Wet Asses 10 (amb Brandon Iron)
- 2008 Premis XRCO – Nou Estel[7]
- 2008 Premis XRCO – Cream Dream[7]
- 2008 Premis F.A.M.I. – Nova Actriu Favorita[8]
- 2008 Premis Night Moves Adult – Millor Actriu Femenina, Elecció del Públic[9]
- 2009 Premis AVN – Millor nova estrella – Breeolson.com[10]
- 2009 Premis Dr. Jay'[11]
- 2010 Guanyadora del premi Miss FreeOnes
- 2010 Premis AVN : Best All-Girl Three-Way Sex